# Великое (озеро, Вологодская область)
Вели́кое — озеро на северо-западе Вологодской области России.

## География
Расположено вблизи устьевой части реки Вытегры на территории Вытегорского района, в 10 км северо-западнее районного центра — города Вытегры, на высоте 33 метра над уровнем моря.

## Характеристика
Соединено протоками: с Вытегрой близ её устья; с Онежским каналом; с Онежским озером, от которого отделено полосой суши шириной до 500 м, покрытой сосновым лесом, и с другими водоёмами. Форма котловины вытянута с юго-запада на северо-восток. Дно ровное, илистое, зарастающее водной растительностью. Берега низкие, заболоченные. Площадь озера составляет 10,4 км², средняя глубина — 1,8 м, наибольшая — 2,2 м. В озеро впадает река Игинжа.
Основными представителями ихтиофауны водоёма являются окунь, щука, плотва, ёрш, налим, лещ, язь. Обитают судак, краснопёрка, густера, изредка заходят хариус и форель.

## Данные водного реестра
По данным государственного водного реестра России и геоинформационной системы водохозяйственного районирования территории РФ, подготовленной Федеральным агентством водных ресурсов:
- Бассейновый округ — Балтийский
- Речной бассейн — Нева (включая бассейны рек Онежского и Ладожского озёр)
- Речной подбассейн — Свирь (включая реки бассейна Онежского озера)
- Водохозяйственный участок — Вытегра